# Олд Файерхенд
Олд Файерхенд (на английски: Old Firehand) е герой от романите на Карл Май.
Той е бледолик уестман. Има висок ръст („като великан“). Негови приятели са Винету - вождът на апачите, Олд Шетърхенд, Леля Дрол и др.

## Романи, в които участва
- Олд Файерхенд I
- Олд Файерхенд II
- Съкровището в Сребърното езеро